# 阿南市立阿南第二中学校
阿南市立阿南第二中学校（あなんしりつ あなんだいにちゅうがっこう）は、徳島県阿南市内原町竹ノ内口にある公立中学校。

## 基礎データ
教育目標
- 豊かな心と、人間力を養い、たくましく生きぬく生徒の育成。

通学区域
- 阿南市
  - 阿瀬比町、内原町、桑野町、橘町（袴傍示を除く）、椿町、椿泊町、山口町

## 沿革
- 1978年 - 橘中学校と桑野中学校が統合し阿南第二中学校となる。
- 1979年 - 体育館完成。
- 2001年 - 武道館完成。
- 2025年 - 阿南市立椿町中学校を編入。

## 校歌
- 作詞: 南英市
- 作曲: 富永照美

## 校訓
- 自ら学ぶ

## 部活動
- 野球（兼部可）[1]
- サッカー
- バレーボール
- 剣道（休部）[1]
- テニス
- 卓球
- バスケットボール（女子）
- コンピュータ
- 吹奏楽

## 関係者

### 出身者
- 條辺剛
- クーニン

## 通学区域が隣接する学校
- 阿南市立阿南中学校
- 阿南市立阿南第一中学校
- 阿南市立加茂谷中学校
- 那賀町立鷲敷中学校
- 阿南市立新野中学校
- 阿南市立福井中学校
- 美波町立由岐中学校（伊座利分校の区域を含む。）